# Seven Mile Bridge
Il Seven Mile Bridge è un ponte lungo quasi sette miglia, che collega la Florida con le Isole Keys. Misura per l'esattezza 6,765 miglia, ovvero 10887,5 metri, è largo 11,58 metri ed è alto 19,81 metri dalla superficie del mare.
Fu originariamente costruito fra il 1909 ed il 1912, sotto la direzione dei lavori di Henry Flager Clarence S. Coe, ed aveva la funzione di ponte ferroviario. Nel 1935, un fortissimo uragano, che fece 408 vittime, ne distrusse alcuni tratti e la compagnia ferroviaria proprietaria del ponte decise di venderlo agli Stati Uniti d'America. Il governo USA lo riparò, modificandolo, in modo da poterlo aprire al traffico veicolare.
Dal 1978 al 1982 venne costruito un secondo Seven Mile Bridge, distante solo poche centinaia di metri dal precedente.
Il vecchio Seven Mile Bridge è aperto solo a pedoni e ciclisti e si discute sulla possibilità di un restauro che preveda la ricostruzione di alcuni tratti mancanti.